# Leucosyke elmeri
Leucosyke elmeri är en nässelväxtart som beskrevs av Unruh. Leucosyke elmeri ingår i släktet Leucosyke och familjen nässelväxter. Inga underarter finns listade i Catalogue of Life.